# Naipe de paus (matemática)
Em matemática, e em particular na teoria dos conjuntos axiomático, ♣S (naipe de paus) é uma família de princípios combinatórios que são as versões mais fracas do ◊S (princípio diamante) correspondente, que foi introduzida em 1975 por Ostaszewski.